# トルエンスルホニルメチルイソシアニド
トルエンスルホニルメチルイソシアニド(toluenesulfonylmethyl isocyanide, TOSMIC)は、フローニンゲン大学のオランダ人化学者 van Leusenらによって開発された非常に用途の広いシントンである。
無色透明の液体で、強烈な悪臭を持つ他のイソシアニド類と異なり無臭である。